# Navalmoral
Navalmoral oder Navalmoral de la Sierra ist ein Ort und eine zentralspanische Gemeinde (municipio) mit nur noch 412 Einwohnern (Stand: 2024) in der Provinz Ávila in der Autonomen Gemeinschaft Kastilien-León.

## Lage und Klima
Der ca. 1045 m hoch gelegene Ort Navalmoral liegt zwischen der Sierra de Gredos und der Sierra de la Paramera knapp 31 km (Fahrtstrecke) südlich der Provinzhauptstadt Ávila; die Kleinstadt Burgohondo befindet sich ca. 8 km südlich. Das Klima im Winter ist kalt, im Sommer dagegen gemäßigt bis warm; der spärliche Regen (ca. 385 mm/Jahr) fällt verteilt übers ganze Jahr.

## Bevölkerungsentwicklung
| Jahr      | 1857 | 1900  | 1950  | 2000 | 2019 |
| Einwohner | 979  | 1.407 | 1.595 | 594  | 326  |

Die Mechanisierung der Landwirtschaft, die Aufgabe bäuerlicher Kleinbetriebe und der daraus resultierende Verlust an Arbeitsplätzen auf dem Lande haben seit der Mitte des 20. Jahrhunderts zu einem deutlichen Rückgang der Bevölkerung geführt.

## Wirtschaft
Die Landwirtschaft, vor allem der Obstbau und die Viehzucht, spielt traditionell die bedeutendste Rolle im Wirtschaftsleben der Gemeinde, die in früheren Zeiten auch ein regionales Zentrum für Handwerk und Handel für die Weiler und Einzelgehöfte in der Umgebung war. Navalmoral ist das Zentrum der Honigproduktion in der Provinz Ávila. Einnahmen aus dem Tourismus in Form der Vermietung von Ferienwohnungen (casas rurales) sind in den letzten Jahrzehnten hinzugekommen.

## Geschichte
Funde aus römischer, westgotischer und selbst aus islamisch-maurischer Zeit fehlen. Für Navalmoral ist anzunehmen, dass der Platz ausschließlich von Hirten und ihren Herden als Sommerweide aufgesucht wurde. Nach der Ankunft des Islam im frühen 8. Jahrhundert entvölkerte sich die Gegend und wurde erst nach der Rückeroberung (reconquista) Toledos (1085) neubesiedelt (repoblación). Die erste urkundliche Erwähnung des Ortsnamens Nava el moral stammt aus dem Jahr 1250; das Haus Dávila hatte in der Gegend weitläufigen Grundbesitz.

## Sehenswürdigkeiten
- Mit dem Bau der äußerlich schmucklosen Iglesia de San Pedro Apóstol wurde im Jahr 1563 an der Stelle eines romanischen Vorgängerbaus begonnen; Wahrzeichen der Kirche und des Ortes ist der turmartige Glockengiebel (espadaña). Das dreischiffige Langhaus ist von einem hölzernen Dachstuhl in Artesonado-Manier bedeckt, wohingegen das etwa gleich hohe, aber mit einem Maßwerkfenster auf der Südseite versehene Chorjoch ein sternförmiges Rippengewölbe enthält. Beachtenswert ist der romanische Taufstein (pila bautismal).[5]
- Ca. 50 m nördlich der Kirche befindet sich eine Quelle, deren Wasser von Gläubigen und Pilgern als heilsam angesehen wird.
- Am Ortsrand befindet sich ein Brunnen mit einer Beckeneinfassung, die auch als Viehtränke (abrevadero) genutzt werden konnte.

Umgebung
- In der Umgebung des Ortes findet sich ein Teilstück einer Römerstraße ebenso wie die erst im Jahr 1980 erbaute Wallfahrtskapelle Ermita de San Cristóbal.